# Charles Senderovitz
Charles Senderovitz (1. marts 1916 i København – 3. august 1996) var en dansk violinist og koncertmester.

## Uddannelse
Han var søn af skræddermester Getz A. Senderovitz og hustru Paja født Skorochod (død 1963), som var flygtet til Danmark fra Hviderusland/Ukraine i 1905. Senderovitz debuterede 29. maj 1929 i Det Kgl. Danske Musikkonservatoriums sal som elev af professor Anton Svendsen, var elev på Musikkonservatoriet (hos professor Thorvald Nielsen) 1930 og tog den store eksamen 1933. Han studerede hos Marcel Darrieux i Paris 1934-35, Wolfgang Schneiderhahn i Salzburg 1950 og Richardo Odnopossof i Wien 1962.

## Karriere
Senderovitz var violinist i Tivolis Koncertsals orkester fra 1933, i Det Kongelige Kapel fra 1936 og havde indtil da været koncertmester i Unge Tonekunstneres Orkester samt i Telmanyis kammerorkester. Som jøde måtte han 1943 flygte til Sverige, hvor han blev 1. koncertmester i Malmø Koncerthus' symfoniorkester samme år. I 1950 vendte han hjem og fik samme position i Danmarks Radios Symfoniorkester. I en årrække var han medlem af Thorvald Nielsen-kvartetten, senere af Carlo Andersen-kvartetten og af Leo Hansen-kvartetten.
Han medvirkede som solist ved symfonikoncerter herhjemme, i Sverige, Norge og Finland samt koncerterede med kammermusik. Han var tillige censor ved Det Kgl. Danske Musikkonservatorium fra 1956, lærer i violin sammesteds fra 1961 og docent fra 1969.
Han var Ridder af 1. grad af Dannebrog.